# Rita Savagnone
Rita Savagnone (Roma, 19 settembre 1939) è un'attrice, doppiatrice e direttrice del doppiaggio italiana.

## Biografia
Ha doppiato numerose importanti attrici sia per il cinema sia per la televisione, come, ad esempio: Claudia Cardinale, Liza Minnelli, Vanessa Redgrave, Whoopi Goldberg, Shirley MacLaine, Elizabeth Taylor, Eva Marie Saint, Debbie Reynolds, Romy Schneider, Kathy Bates, Kim Novak, Glenda Jackson, Raquel Welch e Greta Garbo nel ridoppiaggio di alcuni suoi film tra gli anni settanta e ottanta. Sua è anche la voce di Sophia Loren nei suoi film hollywoodiani a partire da Operazione Crossbow, di Farrah Fawcett in Charlie's Angels e di Joan Collins in Dynasty.
In Divorzio all'italiana ha doppiato sia Stefania Sandrelli sia Daniela Rocca, in Una vita difficile ha doppiato Lea Massari, mentre in Django ha prestato la sua voce all'attrice Loredana Nusciak. Ha dato la sua voce anche in alcuni film d'animazione, tra cui Asterix e Cleopatra e Il Re Leone. Inoltre è la voce di Carmen Arranz nella serie televisiva spagnola Paso adelante. Nel 2006 ha vinto il premio alla Carriera femminile al "Gran Galà del doppiaggio" di Romics. Curioso anche il suo ruolo di narratrice nella miniserie TV Storia d'amore e d'amicizia, esordio attoriale del figlio Claudio Amendola, dove presta la voce alla figlioletta del suo personaggio quarant'anni dopo.
Come attrice è nota al pubblico televisivo per il ruolo di Gabriella Lanfranchi, suocera di Giulio Cesaroni (impersonato dal figlio Claudio), interpretato tra il 2006 e il 2014 nelle sei stagioni della fortunata fiction I Cesaroni. Nel 2012 le viene conferito il premio alla carriera alla manifestazione Leggio d'oro. Nel 2014 è al cinema con la commedia La mossa del pinguino, esordio alla regia del figlio Claudio, in cui recita anche la nipote Alessia. Nel 2019 dopo oltre sessant'anni, si ritira dall'attività, continuando tuttavia a lavorare saltuariamente.

## Vita privata

Rita Savagnone insieme a Ferruccio Amendola e i figli nel 1973

È figlia del compositore, direttore d'orchestra e docente Giuseppe Savagnone, di origini siciliane, e di Rosella Marraffa, di origini pugliesi, madre dell'attore, conduttore e regista Claudio Amendola, sorella minore della doppiatrice Deddi Savagnone e nonna paterna della doppiatrice Alessia Amendola. Era inoltre cugina del direttore d'orchestra Claudio Abbado, figlio di Maria Carmela Savagnone, sorella maggiore del padre.
Si è sposata nel 1958 all'età di diciannove anni con il collega Ferruccio Amendola, da cui ha avuto i figli Claudio e Federico, e dal quale ha divorziato nel 1971. 
In seguito è stata coniugata con il drammaturgo Manlio Santanelli, ma ha poi divorziato anche da quest'ultimo.

## Doppiaggio

### Cinema
- Claudia Cardinale in 3 straniere a Roma, Un maledetto imbroglio, Il bell'Antonio, La viaccia, Senilità, L'affare Blindfold, Né onore né gloria, Piano, piano non t'agitare!, Il giorno della civetta, C'era una volta il West, Nell'anno del Signore, La tenda rossa, Fuori il malloppo, I guappi
- Edwige Fenech in Il figlio di Aquila Nera, Lo strano vizio della signora Wardh, Tutti i colori del buio, Le calde notti di Don Giovanni, La bella Antonia, prima monica e poi dimonia, Quel gran pezzo dell'Ubalda tutta nuda e tutta calda, Perché quelle strane gocce di sangue sul corpo di Jennifer?, Giovannona Coscialunga disonorata con onore, Anna, quel particolare piacere, Dio, sei proprio un padreterno!, Innocenza e turbamento, La signora gioca bene a scopa?, La vedova inconsolabile ringrazia quanti la consolarono, Il grande attacco
- Shirley MacLaine in La legge del più forte, Qualcuno verrà, Tutte le ragazze lo sanno, Can-Can, Una Rolls-Royce gialla, Sette volte donna (per tre episodi), Ricordando Hemingway, Conflitti del cuore, Vita da strega, Vizi di famiglia, Appuntamento con l'amore, Bernie, I sogni segreti di Walter Mitty, La sirenetta - The Little Mermaid

- Vanessa Redgrave ne I seicento di Balaklava, Un tranquillo posto di campagna, Isadora, Il segreto di Agatha Christie, Yankees, I bostoniani, Mrs. Dalloway, Il prezzo della libertà, La voce degli angeli, Un amore senza tempo, Letters to Juliet, Anonymous, Il segreto

- Sophia Loren in Operazione Crossbow, Lady L, Judith, Arabesque, La contessa di Hong Kong, L'uomo della Mancha, L'accusa è: violenza carnale e omicidio, Cassandra Crossing, Angela, Obiettivo "Brass", Bocca da fuoco, C'era una volta (alcune scene)

- Ursula Andress in L'idolo di Acapulco, La dea della città perduta, L'uomo di Hong Kong, Colpo da 500 milioni alla National Bank, Colpo in canna, L'infermiera, Safari Express, Le avventure e gli amori di Scaramouche, Letti selvaggi, Scontro di titani
- Florinda Bolkan in Il ladro di crimini, E venne il giorno dei limoni neri, L'ultima valle, Una lucertola con la pelle di donna, Incontro, Diritto d'amare, Non si sevizia un paperino, Un uomo da rispettare, Cari genitori, Le orme
- Margaret Lee in Sansone contro i pirati, Il ladro della Gioconda, I due sergenti del generale Custer, Se tutte le donne del mondo... (Operazione Paradiso), Racconti a due piazze, Dick Smart 2.007, Colpo maestro al servizio di Sua Maestà britannica, I bastardi, Niente rose per OSS 117, Il dio chiamato Dorian
- Elizabeth Taylor in Il coraggio di Lassie, Cleopatra, La bisbetica domata, Cerimonia segreta, L'unico gioco in città, X Y e Zi, Ad un'ora della notte, C'era una volta Hollywood, Il giardino della felicità, Assassinio allo specchio

- Glenda Jackson in Donne in amore, L'altra faccia dell'amore, Il boy friend, Un tocco di classe, Una romantica donna inglese, Sarah Bernhardt - La più grande attrice di tutti i tempi, Marito in prova, Prigioniero del passato, Tartaruga ti amerò

- Senta Berger in Le vie segrete, Sierra Charriba, Doringo!, Operazione terzo uomo, Combattenti della notte, La bellissima estate, Ritratto di borghesia in nero, Brogliaccio d'amore
- Whoopi Goldberg in Sister Act 2 - Più svitata che mai, Benvenuta in paradiso, Ragazze interrotte, Una valigia a 4 zampe, Rat Race, Chiamatemi Babbo Natale, Tartarughe Ninja, Star Trek - La nemesi
- Raquel Welch in Viaggio allucinante, Fathom: bella, intrepida e spia, Il mio amico il diavolo, Colpo grosso alla napoletana, La signora nel cemento, El Verdugo, Barbablù, Il principe e il povero

- Greta Garbo in Anna Christie (primo doppiaggio 1983), Cortigiana, Come tu mi vuoi, Margherita Gauthier, Maria Walewska (ridoppiaggi), Mata Hari, Anna Karenina (2º ridoppiaggio)
- Annie Girardot in ...poi ti sposerò, Dillinger è morto, La mandarina, La tardona, L'uomo che uccideva a sangue freddo, Lo schiaffo, Lo Zingaro
- Loredana Nusciak in Sette a Tebe, L'uomo che viene da Canyon City, 7 dollari sul rosso, Django, 10.000 dollari per un massacro, Tiffany memorandum, La polizia accusa: il Servizio Segreto uccide

- Hélène Chanel in Maciste all'inferno, La monaca di Monza, Due mafiosi nel Far West, Killer calibro 32, Cjamango, Il bocconcino
- Joan Collins in L'amore breve, Il passo dell'assassino, L'impero delle termiti giganti, Poliziotto senza paura, The Stud - Lo stallone, I Flintstones in Viva Rock Vegas
- Anita Ekberg in I 4 del Texas, Poirot e il caso Amanda, Stazione luna, Il divorzio, Come imparai ad amare le donne, Il debito coniugale
- Rosanna Schiaffino in La Fayette - Una spada per due bandiere, Il delitto non paga, Ro.Go.Pa.G., Le lunghe navi, Ettore lo fusto, Il magnate
- Jill St. John in Tenera è la notte, Alle donne ci penso io, Dove vai sono guai!, Agente 007 - Una cascata di diamanti, L'investigatore, Il club degli intrighi

- Lauren Bacall in Prêt-à-Porter, L'amore ha due facce, Dogville, Birth - Io sono Sean, Manderlay
- Carroll Baker in L'uomo che non sapeva amare, Orgasmo, Così dolce... così perversa, Paranoia, In fondo alla piscina
- Ida Galli in Adiós gringo, Missione speciale Lady Chaplin, La battaglia d'Inghilterra, La coda dello scorpione, Il coltello di ghiaccio
- Lisa Gastoni in Le avventure di Mary Read, Diciottenni al sole, L'ultimo gladiatore, Le sette vipere (Il marito latino), L'uomo che ride
- Helga Liné in Ercole contro i tiranni di Babilonia, Agente 077 missione Bloody Mary, Kriminal (ruolo di Inge), Buon funerale amigos!... paga Sartana, L'arciere di fuoco
- Elsa Martinelli in La notte brava, La calda pelle, Un dollaro per 7 vigliacchi, Candy e il suo pazzo mondo, Il mio corpo per un poker
- Liza Minnelli in Cabaret, In tre sul Lucky Lady, New York, New York, Arturo, Arturo 2: On the Rocks
- Jeanne Moreau in Jules e Jim, Viva Maria!, La sposa in nero, L'arrivista, A Lady in Paris
- Rosalba Neri in Johnny Yuma, Wanted Johnny Texas, I lunghi giorni dell'odio, Due maschi per Alexa, Alla ricerca del piacere
- Kim Novak in Baciami, stupido, Le avventure e gli amori di Moll Flanders, Quando muore una stella, Quel fantastico assalto alla banca, Sfida a White Buffalo
- Lynn Redgrave in Georgy, svegliati, Chiamata per il morto, Ci divertiamo da matti, Insieme per caso, Il club di Jane Austen
- Daniela Rocca in La regina delle Amazzoni, Ester e il re, Divorzio all'italiana, I Don Giovanni della Costa Azzurra, ...e venne il giorno della vendetta
- Marilù Tolo in Maciste gladiatore di Sparta, Perry Grant agente di ferro, Roy Colt & Winchester Jack, Mio caro assassino, Il trafficone
- Susannah York in L'assassinio di Sister George, Images, L'australiano, Superman, Superman II

- Franca Bettoja in L'uomo di paglia, L'ultimo uomo della Terra, Sandokan contro il leopardo di Sarawak, Sandokan alla riscossa
- Jacqueline Bisset in Effetto notte, Il magnate greco, Ricche e famose, Sotto il vulcano
- Erika Blanc in L'uomo dal pugno d'oro, Le spie uccidono in silenzio, La rossa dalla pelle che scotta, I senza Dio
- Dagmar Lassander in Femina ridens, Il Corsaro Nero, Classe mista, I gabbiani volano basso
- Lea Massari in Una vita difficile, I cavalieri della vendetta, Un battito d'ali dopo la strage, Il poliziotto della brigata criminale
- Silvia Monti in Il cervello, Giornata nera per l'ariete, Racconti proibiti... di niente vestiti, Afyon - Oppio
- Nieves Navarro in La resa dei conti, El Rojo, Una nuvola di polvere... un grido di morte... arriva Sartana, Troppo rischio per un uomo solo
- Magali Noël in A qualcuna piace calvo, Totò e Cleopatra, Fellini Satyricon, Z - L'orgia del potere
- Moira Orfei in Zorro contro Maciste, La rivolta dei pretoriani, I due gladiatori, Profumo di donna
- Gabriella Pallotta in I cavalieri del diavolo, Il colosso di Roma, L'arbitro, Professore venga accompagnato dai suoi genitori
- Luciana Paluzzi in Agente 007 - Thunderball: Operazione tuono, Il sergente Klems, I due volti della paura, La sbandata
- Irene Papas in I cannoni di Navarone, Un posto ideale per uccidere, Roma bene, Il mandolino del capitano Corelli
- Stefanie Powers in Una sposa per due, Giorni caldi a Palm Springs, McLintock!, Boatniks - I marinai della domenica
- Debbie Reynolds in Gazebo, Cominciò con un bacio, Il gioco dell'amore, Mamma torno a casa
- Romy Schneider in La principessa Sissi, Sissi - La giovane imperatrice, La Califfa, Linea di sangue
- Elke Sommer in Intrigo a Stoccolma, L'arte di amare, La trappola mortale, Missione compiuta stop. Bacioni Matt Helm

- Eileen Atkins in Gosford Park, La fiera della vanità, Robin Hood
- Diane Baker in Il diario di Anna Frank, Il cavallo in doppiopetto, Mirage
- Kathy Bates in A proposito di Schmidt, Il giro del mondo in 80 giorni, Tutte le ex del mio ragazzo
- Ingrid Bergman in Assassinio sull'Orient Express, Sinfonia d'autunno, Il peccato di Lady Considine (ridoppiaggio)
- Honor Blackman in Shalako, Il gatto e il canarino, Colour Me Kubrick
- Claire Bloom in Gli invasati, Incubo sulla città, L'uomo illustrato
- Lucia Bosè in Un solo grande amore, Qualcosa striscia nel buio, Metello
- Dyan Cannon in Bob & Carol & Ted & Alice, Gli scassinatori, Il paradiso può attendere
- Leslie Caron in Il gran lupo chiama, Spogliarello per una vedova, Il padre di famiglia
- Julie Christie in Billy il bugiardo, Il magnifico irlandese, Dragonheart
- Lorella De Luca in Il bidone, Primo amore, Racconti d'estate
- Faye Dunaway in Il campione, Mammina cara, Le regole dell'attrazione
- Agata Flori in I tre che sconvolsero il West (Vado, vedo e sparo), I nipoti di Zorro, Il West ti va stretto, amico... è arrivato Alleluja
- Jane Fonda in Amori proibiti, Una squillo per quattro svitati, Donne, regole... e tanti guai!
- Luciana Gilli in I 4 monaci, Il ladro di Damasco, La morte non conta i dollari
- Lee Grant in Abbandonati nello spazio, Shampoo, Airport '77
- Barbara Jefford in L'uomo venuto dal Kremlino, E la nave va (dialoghi), Philomena
- Anna Karina in Agente Lemmy Caution: missione Alphaville, Il bandito delle 11, Pane e cioccolata
- Olga Karlatos in Quelle strane occasioni, Diamanti sporchi di sangue, Il giocattolo
- Magda Konopka in Segretissimo, Colpo doppio del camaleonte d'oro, ...e per tetto un cielo di stelle
- Sylva Koscina in Le monachine, La calata dei barbari, 7 scialli di seta gialla
- Margo Martindale in Feast of Love, I segreti di Osage County, Instant Family
- Marisa Mell in Diabolik, Amico, stammi lontano almeno un palmo, La belva col mitra
- Gloria Milland in Il duca nero, L'uomo dalla pistola d'oro, Gringo, getta il fucile!
- Claudia Mori in Er più - Storia d'amore e di coltello, Il magnifico avventuriero, Culastrisce nobile veneziano
- Rossana Podestà in Solo contro Roma, Sodoma e Gomorra, Le ore nude
- Giovanna Ralli in Viva l'Italia, Il mercenario, Papà, ma che cosa hai fatto in guerra?
- Rada Rassimov in Il buono, il brutto, il cattivo, Per il gusto di uccidere, Django il bastardo
- Gena Rowlands in Gli intoccabili, Taxisti di notte, The Skeleton Key
- Janice Rule in Invito ad una sparatoria, La caccia, Alvarez Kelly
- Eva Marie Saint in L'albero della vita, Intrigo internazionale, Grand Prix
- Dominique Sanda ne Il conformista, Novecento, L'ultima odissea
- Talia Shire in Il padrino, Il padrino - Parte II, Scintille d'amore
- Lois Smith in Minority Report, Killshot, The Nice Guys
- Ingrid Thulin in La guerra è finita, L'ora del lupo, E cominciò il viaggio nella vertigine
- Ira von Fürstenberg in 5 bambole per la luna d'agosto, Nel giorno del Signore, Due ragazzi da marciapiede
- Leslie Uggams in Deadpool, Deadpool 2, Deadpool & Wolverine
- Shelley Winters in Joe Bass l'implacabile, Buonasera, signora Campbell, L'inquilino del terzo piano

- Edie Adams in Strano incontro, L'amaro sapore del potere
- Candice Bergen in Soldato blu, Il giorno dei lunghi fucili
- Marina Berti in Intrigo a Parigi, Qualcuno ha tradito
- Daniela Bianchi in Requiem per un agente segreto, Troppo per vivere... poco per morire
- Dominique Boschero in Gli imbroglioni, Come rubare la corona d'Inghilterra
- Carol Burnett in Prima pagina, Annie
- Ellen Burstyn in Il re dei giardini di Marvin, The Calling - Vocazione omicida
- Gianna Maria Canale in Il figlio di Spartacus, Il Leone di San Marco
- Capucine in Masquerade, Contro 4 bandiere
- Caterina Caselli in Perdono, Nessuno mi può giudicare
- Lois Chiles in Il grande Gatsby, Assassinio sul Nilo
- Diane Cilento in Il tormento e l'estasi, Hombre
- Maria Pia Conte in I corsari dell'isola degli squali, L'orgia dei morti
- Isabelle Corey in Souvenir d'Italie, La giornata balorda
- Blythe Danner in L'ultima occasione, The Last Kiss
- Mireille Darc in C'era una volta un commissario..., L'ultimo giorno d'amore
- Frances de la Tour in Lo schiaccianoci, Survivor
- Irina Demick in Quei temerari sulle macchine volanti, Il clan dei siciliani
- Françoise Dorléac in Cul-de-sac, Il cervello da un miliardo di dollari
- Ann Dowd in All'ultimo voto, Collateral Beauty
- Farrah Fawcett in Chi ha ucciso suo marito?, Sunburn - Bruciata dal sole
- Andréa Ferréol in Vergine, e di nome Maria, Il soldato di ventura
- Fionnula Flanagan in Il primo dei bugiardi, Transamerica
- Scilla Gabel in Maciste il gladiatore più forte del mondo, I due colonnelli
- Dada Gallotti in Sansone e il tesoro degli Incas, Il ratto delle Sabine
- José Greci in Golia e il cavaliere mascherato, Maigret a Pigalle
- Barbara Harris in Chi è Harry Kellerman e perché parla male di me?, Oggi sposi: sentite condoglianze
- Gayle Hunnicutt in Il terrore negli occhi del gatto, Una Magnum Special per Tony Saitta
- Annabella Incontrera in Maciste contro il vampiro, Amore Formula 2
- Gemma Jones in Fragile - A Ghost Story, Harry Potter e la camera dei segreti
- Lainie Kazan in Zohan - Tutte le donne vengono al pettine, Il mio grosso grasso matrimonio greco 2
- Marthe Keller in La formula, Hereafter
- Linda Lavin in Piacere, sono un po' incinta, Lo stagista inaspettato
- Jenifer Lewis in L'amore in valigia, The Wedding Ringer - Un testimone in affitto
- Virna Lisi in Un militare e mezzo, Meglio vedova
- Antonella Lualdi in Via Margutta, Arrivano i titani
- Miriam Margolyes in Romeo + Giulietta di William Shakespeare, I colori dell'anima
- Lois Maxwell in Lolita, Moonraker - Operazione spazio
- Geraldine McEwan in Robin Hood - Principe dei ladri (ridoppiaggio), L'ultima porta - The Lazarus Child
- Macha Méril in L'ultimo treno della notte, Perdutamente tuo... mi firmo Macaluso Carmelo fu Giuseppe
- Marcella Michelangeli in E Dio disse a Caino..., Mark colpisce ancora
- Terry Moore in I peccatori di Peyton, La moglie sconosciuta
- Barbara Nichols in Un re per quattro regine, Pal Joey
- Erin O'Brien in È sbarcato un marinaio, Testimone oculare
- Joan O'Brien in Operazione sottoveste, Bionde, rosse, brune...
- Jennifer O'Neill in Gente di rispetto, Sette note in nero
- Geneviève Page in Un avventuriero a Tahiti, Mayerling
- Terele Pávez in La comunidad - Intrigo all'ultimo piano, Le streghe son tornate
- Françoise Prévost in Il processo di Verona, Il tuo dolce corpo da uccidere
- Doris Roberts in Non si maltrattano così le signore, Cocco di nonna
- Sydne Rome in Vivi o preferibilmente morti, La moglie dell'amico è sempre più... buona
- Gina Rovere in Dio perdona... io no!, Sugar Colt
- Leonora Ruffo in Un dollaro di fifa, 2+5 missione Hydra
- Stefania Sandrelli in Divorzio all'italiana, Sedotta e abbandonata
- Jacqueline Sassard in Le donne sono deboli, I pirati della Malesia
- Marian Seldes in L'ospite inatteso, Un perfetto gentiluomo
- Fiona Shaw in Tutte le cose che non sai di lui, Dorian Gray
- Lynne Thigpen in I guerrieri della notte, Novocaine
- Lily Tomlin in La Pantera Rosa 2, Admission - Matricole dentro o fuori
- Brenda Vaccaro in Un uomo da marciapiede, Capricorn One
- Anna Zinnemann in Venga a fare il soldato da noi, La sorella di Ursula

- Maud Adams in Agente 007 - L'uomo dalla pistola d'oro
- Aliza Adar in La lunga ombra del lupo
- Janet Agren in Il commissario Verrazzano
- Anouk Aimée in La fuga
- Catherine Allégret in Ultimo tango a Parigi
- Penelope Allen in Riccardo III - Un uomo, un re
- Rae Allen in Reign Over Me
- Gila Almagor in Munich
- Carmen Alvarez in Il villaggio più pazzo del mondo
- Natacha Amal in Gialloparma
- Bibi Andersson in Scene da un matrimonio
- Harriet Andersson in Sussurri e grida
- Françoise Arnoul in Le tentazioni quotidiane
- Margaret Avery in A casa con i miei
- Ani Bakalova in Goodbye Mama
- Ina Balin in I comanceros
- Christine Baranski in Il cacciatore di ex
- Adriana Barraza in Henry Poole - Lassù qualcuno ti ama
- Ulla Baugué in Il primo uomo
- Marisa Berenson in Killer Fish - L'agguato sul fondo
- Francine Bergé in Mr. Klein
- Shandra Beri in Roxanne
- Lynette Bernay in Il pozzo e il pendolo
- Tania Béryl in Berlino: appuntamento per le spie
- Dorothée Blanck in Cleo dalle 5 alle 7
- Ann Bortolotti in Avviso di chiamata
- Sara Botsford in The Fog - Nebbia assassina
- Barbara Bouchet in La svergognata
- Sônia Braga in Gabriela
- Bonnie Bramlett in The Guardian - Salvataggio in mare
- Eve Brent in Il miglio verde
- Linda Bright Clay in 7 psicopatici
- Monika Brugger in Buckaroo (Il winchester che non perdona)
- Dany Carrel in Esecuzione in massa
- Diahann Carroll in Paris Blues
- Geraldine Chaplin in Melissa P.
- Marshall Chapman in Country Strong
- Diane Clare in Come sposare una figlia
- Susan Clark in Assassinio su commissione
- Míriam Colón in Passione ribelle
- Elvera Corona in La sfida di Zorro
- Mary Costa in Il grande valzer
- María Cuadra in Dove si spara di più
- Lynette Curran in Japanese Story
- Tyne Daly in Hello, My Name Is Doris
- Joyce Davis in Hindenburg
- Doris Day in Caprice - La cenere che scotta
- Marie-Christine Demarest in Emotivi anonimi
- Angie Dickinson in Il cerchio della vendetta
- Diana Dors in Il cerchio di sangue
- Katia Douglas in Assassinio al galoppatoio
- Lesley-Anne Down in La Pantera Rosa sfida l'ispettore Clouseau
- Cathy Downs in I giganti invadono la Terra
- Betsy Drake in La bionda esplosiva
- Olympia Dukakis in Jeffrey
- Barbara Eden in Viaggio in fondo al mare
- Elana Eden in La storia di Ruth
- Samantha Eggar in La ragazza con il bastone
- Monica Evans in La strana coppia
- Marianne Faithfull in Marie Antoinette
- Pam Ferris in Matilda 6 mitica
- Betty Field in Missione in Manciuria
- Susan Flannery in L'inferno di cristallo
- Louise Fletcher in Cruel Intentions - Prima regola non innamorarsi
- Barbara Flynn in Miss Potter
- Connie Francis in La spiaggia del desiderio
- Kay Francis in Mancia competente (ridoppiaggio)
- Aretha Franklin in The Blues Brothers - I fratelli Blues
- Uta Franz in Destino di una imperatrice
- Brenda Fricker in Trauma
- Analía Gadé in Quando Marta urlò dalla tomba
- Joy Garrett in Who? - L'uomo dai due volti
- Eunice Gayson in A 007, dalla Russia con amore
- Teresa Gimpera in L'assassino fantasma
- Michèle Girardon in Le avventure di Scaramouche
- Marie Gomez in Barquero
- Mireille Granelli in Ursus, il terrore dei kirghisi
- Kathryn Grant in Le avventure di mister Cory
- Lynda Gravatt in End of Justice - Nessuno è innocente
- Jean Hale in A noi piace Flint
- Leigh Hamilton in Un uomo, una donna e una banca
- Mariette Hartley in Sfida nell'Alta Sierra
- Laura Hayes in Beauty Shop
- Noni Hazlehurst in Little Fish
- Hilary Heath in Il grande inquisitore
- Joan Heney in Dead Silence
- Pamela Hensley in Rollerball
- Charlene Holt in El Dorado
- Luisa Huertas in Il crimine di padre Amaro
- Sharon Hugueny in Vento caldo
- Joan Huntington in La terza fossa
- Mary Beth Hurt in Nella rete del serial killer
- Jill Ireland in Professione: assassino
- Ulla Jacobsson in I peccatori guardano il cielo
- Shirley Jones in Gangster, amore e... una Ferrari
- Khanna Kamini in Monsoon Wedding - Matrimonio indiano
- Julie Kavner in Cambia la tua vita con un click
- Barbara Kellerman in L'oca selvaggia colpisce ancora
- Sally Kellerman in M*A*S*H
- Roz Kelly in Il gufo e la gattina
- Deborah Kerr in James Bond 007 - Casino Royale
- Maureen Kerwin in L'erede
- Marianne Koch in Per un pugno di dollari
- Marcia Jean Kurtz in Inside Man
- Christine Lahti in ...e giustizia per tutti
- Jocelyn Lane in I tromboni di Fra' Diavolo
- Sue Ane Langdon in Una guida per l'uomo sposato
- Jane Lapotaire in Crescendo... con terrore
- Piper Laurie in The Faculty
- Daliah Lavi in Lord Jim
- Mary Lawrence in Il sentiero degli amanti
- Dorina Lazar in Saint Ange
- Cloris Leachman in Spanglish - Quando in famiglia sono in troppi a parlare
- Wilma Lindamar in Ramon il messicano
- Priscilla Lopez in Un amore a 5 stelle
- Jana Lund in Amami teneramente
- Corinne Marchand in Arizona Colt
- Carla Marlier in Zazie nel metrò
- Andra Martin in La signora prende il volo
- María Martins in Le ereditiere
- Jane Massey in Da Berlino l'apocalisse
- Carmen Maura in Valentin
- Inge Maux in Non tutte le sciagure vengono dal cielo
- Jenny Maxwell in Blue Hawaii
- Virginia Mayo in I migliori anni della nostra vita (ridoppiaggio)
- Elizabeth McGovern in C'era una volta in America
- Mae Mercer in La notte brava del soldato Jonathan
- Micole Mercurio in Le verità nascoste
- Lee Meriwether in Batman
- Joanna Merlin in La chiave di Sara
- Bette Midler in What Women Want - Quello che le donne vogliono
- Vera Miles in Il fantasma ci sta
- Irina Miroshnichenko in Zio Vanja
- Liliane Montevecchi in I giovani leoni
- Mary Tyler Moore in Controcorrente
- Rita Moreno in Conoscenza carnale
- Karen Morley in Scarface - Lo sfregiato (primo ridoppiaggio)
- Caroline Munro in Scontri stellari oltre la terza dimensione
- Helga Münster in La donna dell'altro
- Marie-José Nat in La verità
- Chantal Neuwirth in Dream Team
- Julie Newmar in Carosello matrimoniale
- Merle Oberon in Cime tempestose (ridoppiaggio)
- Maureen O'Hara in I conquistatori della Sirte (ridoppiaggio)
- Lena Olin in Amori & segreti
- Patricia Owens in Sfida nella città morta
- Janis Paige in Uno scapolo in paradiso
- Debra Paget in La città dei mostri
- Farah Pahlavi in The Queen and I
- Leland Palmer in All That Jazz - Lo spettacolo comincia
- Natasha Parry in Merletto di mezzanotte
- Dolly Parton in Il più bel casino del Texas
- Suzanne Pleshette in Gli uccelli
- Paula Prentiss in La vita privata di Henry Orient
- Micheline Presle in Un uomo e il suo cane
- Dorothy Provine in L'incredibile furto di Mr. Girasole
- Tracy Reed in Il dottor Stranamore - Ovvero: come ho imparato a non preoccuparmi e ad amare la bomba
- Lee Remick in La lunga estate calda
- Line Renaud in Chaos
- Ginette Reno in Mambo italiano
- Lena Ressler in Amore in 4 dimensioni
- LaTanya Richardson in The Fighting Temptations
- Diana Rigg in Agente 007 - Al servizio segreto di Sua Maestà
- Madeleine Robinson in Il re delle corse
- Hazel Rogers in Chiamate 22-22 tenente Sheridan
- Diana Ross in La signora del blues
- Sarah Ross in Rapporto Fuller, base Stoccolma
- Susi Sánchez in Giovanna la pazza
- Anita Sanders in Assalto al tesoro di stato
- Ingrid Schoeller in A 008, operazione Sterminio
- Karin Schubert in I due maghi del pallone
- Jean Seberg in Una splendida canaglia
- Delphine Seyrig in La favolosa storia di Pelle d'Asino
- Irit Sheleg in La sposa promessa
- Maggie Smith in Becoming Jane - Il ritratto di una donna contro
- Patricia Smith in La notte dello scapolo
- Carrie Snodgress in Fury
- Gale Sondergaard in Sherlock Holmes (ridoppiaggio 1976)
- Juliet Stevenson in Infamous - Una pessima reputazione
- Maureen Swanson in La grande rapina
- Tilda Swinton in Grand Budapest Hotel
- Yōko Tani in Marco Polo
- Holland Taylor in D.E.B.S. - Spie in minigonna
- Louise Troy in Appuntamento sotto il letto
- Pamela Tudor in 100.000 dollari per Lassiter
- Elizabeth Turner in Ondata di piacere
- Rosy Varte in L'amante italiana
- Jessica Walter in Brivido nella notte
- Ruth Warrick in Quarto potere (ridoppiaggio 1965)
- Dianne Wiest in Pallottole su Broadway
- Barbara Werle in La battaglia dei giganti
- Judi West in Non per soldi... ma per denaro
- Helen Westcott in Gianni e Pinotto contro il dottor Jekyll
- Billie Whitelaw in Frenzy
- Collin Wilcox in Lo squalo 2
- Carol Woods in The Honeymooners
- Femi Benussi in Il giustiziere sfida la città
- Maria Pia Casilio in Mogli pericolose
- Francesca Romana Coluzzi in Il maschio ruspante
- Pina Cornel in Il segreto dello Sparviero Nero
- Silvia Dionisio in Paura in città
- Dana Ghia in L'ira di Dio
- Gabriella Giorgelli in Campa carogna... la taglia cresce
- Gina Lollobrigida in Un bellissimo novembre
- Evi Marandi in La congiura dei dieci
- Pupetta Maresca in Delitto a Posillipo
- Valeria Mongardini in Dagli archivi della polizia criminale
- Paola Petrini in L'ammutinamento
- Franca Polesello in 28 minuti per 3 milioni di dollari
- Gia Sandri in Cinque figli di cane
- Eleonora Vargas in Col ferro e col fuoco
- Maria Teresa Vianello in Napoli, sole mio!
- Voce narrante in The English Teacher, Il maestro e la pietra magica

### Serie televisive
- Joan Collins in Dynasty, Monte Carlo, Peccati, Dynasty: ultimo atto, Il dolce inganno, Le regole dell'amore
- Debbie Reynolds in Halloweentown - Streghe si nasce, Halloweentown II - La vendetta di Kalabar, Halloweentown High - Libri e magia, Ritorno ad Halloweentown, Dietro i candelabri
- Anne Bancroft in Gesù di Nazareth
- Ingrid Thulin in Mosè
- Sônia Braga in Samba d'amore
- Tyne Daly in  Giudice Amy
- Ellen Burstyn in Law & Order - Organized Crime
- Carol Burnett in Glee
- Farrah Fawcett in Charlie's Angels
- Annie Girardot in Olga e i suoi figli
- Whoopi Goldberg in Law & Order - Unità vittime speciali
- Lola Herrera in Paso adelante
- Glenda Jackson in Elisabetta Regina
- Magali Noël in Gli eredi
- Lynn Redgrave in Desperate Housewives
- Lainie Kazan in Desperate Housewives
- Diana Rigg in Il Trono di Spade
- Clarice Taylor ne I Robinson (2^ voce stagioni 5-8)
- Xena - Principessa Guerriera, voce narrante della Sigla iniziale.
- Blair Brown in Fringe
- Holland Taylor in The L Word[4]
- Kathy Bates in Disjointed

### Animazione
- Shenzi ne Il re leone e Il re leone 3 - Hakuna Matata
- Voce narrante in Cenerentola (ridoppiaggio 1967)
- Cleopatra in Asterix e Cleopatra
- Mamma Toposkovitch in Fievel - Il tesoro dell'isola di Manhattan
- Coco LaBouche in I Rugrats a Parigi - Il film
- Madre Di Parva in Parva e il principe Shiva
- Madre Di Tish in Finalmente weekend!
- Nonna Norma in Lorax - Il guardiano della foresta
- Abigail Tritamarmo in Monsters University
- Miss Nana Noodleman in Sing
- Signora Choksondik in South Park (doppiaggio SEFIT-CDC)
- NDND (ep. 4x17, st. 6), Inez Wong (ep. 3x10) e altri personaggi in Futurama[5]
- Ryoko Sakurai in Great Teacher Onizuka
- Sagami in La storia della Principessa Splendente
- Principessa in Le meravigliose avventure di Simbad

## Filmografia

### Cinema

Rita Savignone in una scena di Nenè (1977)

- Sistemo l'America e torno, regia di Nanni Loy (1974)
- Chi dice donna dice donna, regia di Tonino Cervi (1976)
- Nenè, regia di Salvatore Samperi (1977)
- I soliti ignoti vent'anni dopo, regia di Amanzio Todini (1985)
- La Bonne, regia di Salvatore Samperi (1986)
- La scorta, regia di Ricky Tognazzi (1993)
- La mossa del pinguino, regia di Claudio Amendola (2014)
- Ritorno al presente, regia di Toni Fornari e Andrea Maia (2022)

### Televisione
- I figli di Medea, regia di Anton Giulio Majano (1959)
- L'edera, regia di Giuseppe Fina - sceneggiato TV (1974)
- Processo per l'uccisione di Raffaele Sonzogno giornalista romano, regia di Alberto Negrin (1975)
- Camilla, regia di Sandro Bolchi - miniserie TV (1976)
- L'assedio, regia di Silvio Maestranzi - miniserie TV (1980)
- Adua, regia di Dante Guardamagna - miniserie TV (1981)
- Inverno al mare, regia di Silverio Blasi (1982)
- Una tranquilla coppia di killer, regia di Gianfranco Albano (1986)
- I Cesaroni, regia di Francesco Vicario, Stefano Vicario e Francesco Pavolini - serie TV (2006-2014)
- Il patriarca, regia di Claudio Amendola - serie TV, episodio 2x08 (2024)

## Prosa radiofonica Rai
- Pattini d'argento, racconto a puntate dal volume di Mary Mapes Dodge, trasmesso nel 1952.
- Intercessione per Ismay, radiodramma di Gian Francesco Luzi, regia di Marco Visconti, trasmesso il 5 gennaio 1960.